# Xyris involucrata
Xyris involucrata är en gräsväxtart som beskrevs av Christian Gottfried Daniel Nees von Esenbeck. Xyris involucrata ingår i släktet Xyris och familjen Xyridaceae. Inga underarter finns listade i Catalogue of Life.